# Дуб Вепрь
Дуб Вепрь — ботанічна пам'ятка природи місцевого значення в Україні. Розташована в межах Жидачівського району Львівської області, в селі Піддністряни. 
Статус надано згідно з рішенням Львівської облради від 14.07.2011 року № 206. Перебуває у віданні Ходорівської громади. 
Статус надано з метою збереження вікового дуба. 

## Галерея

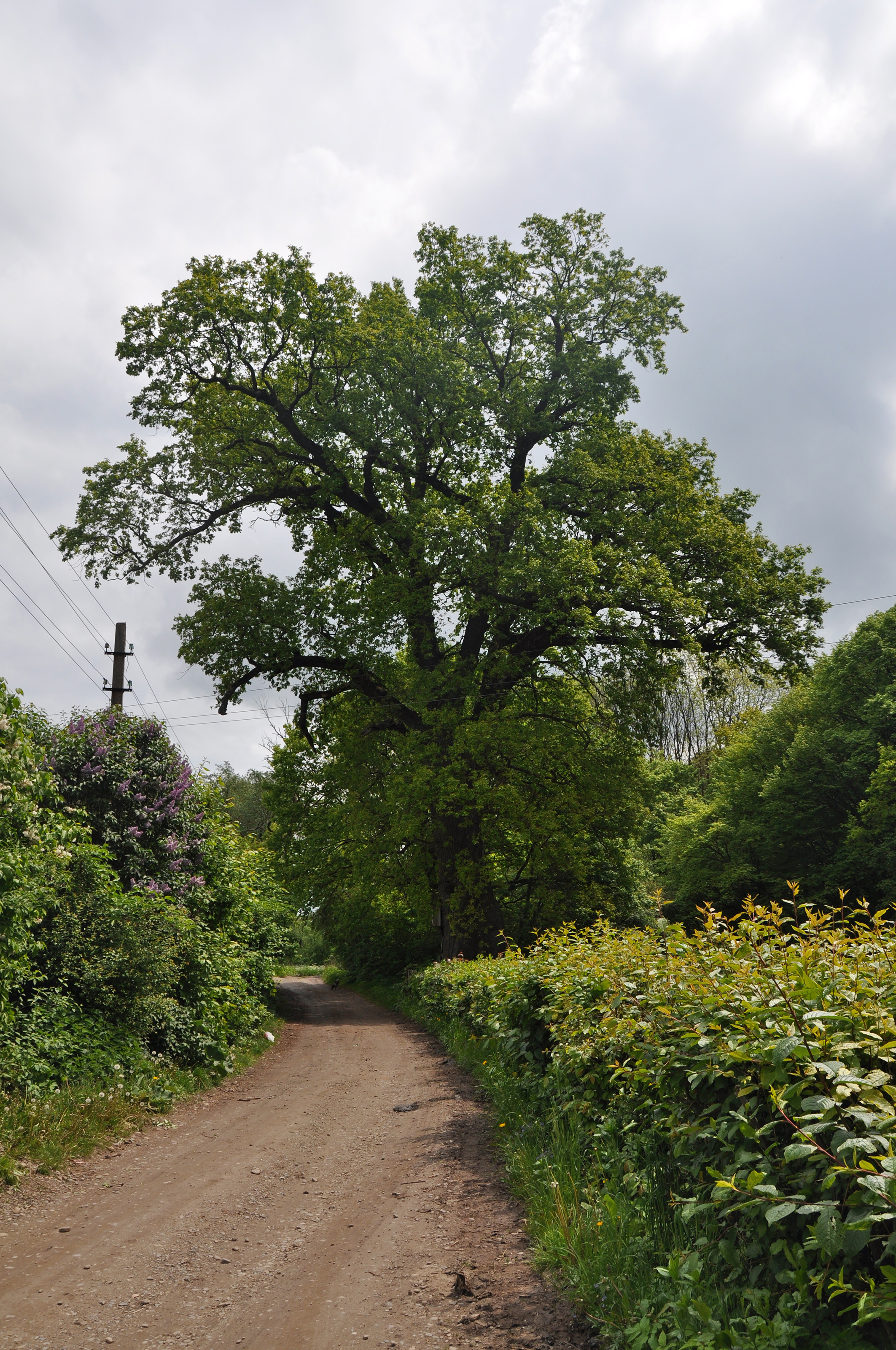
Загальний вигляд пам'ятки
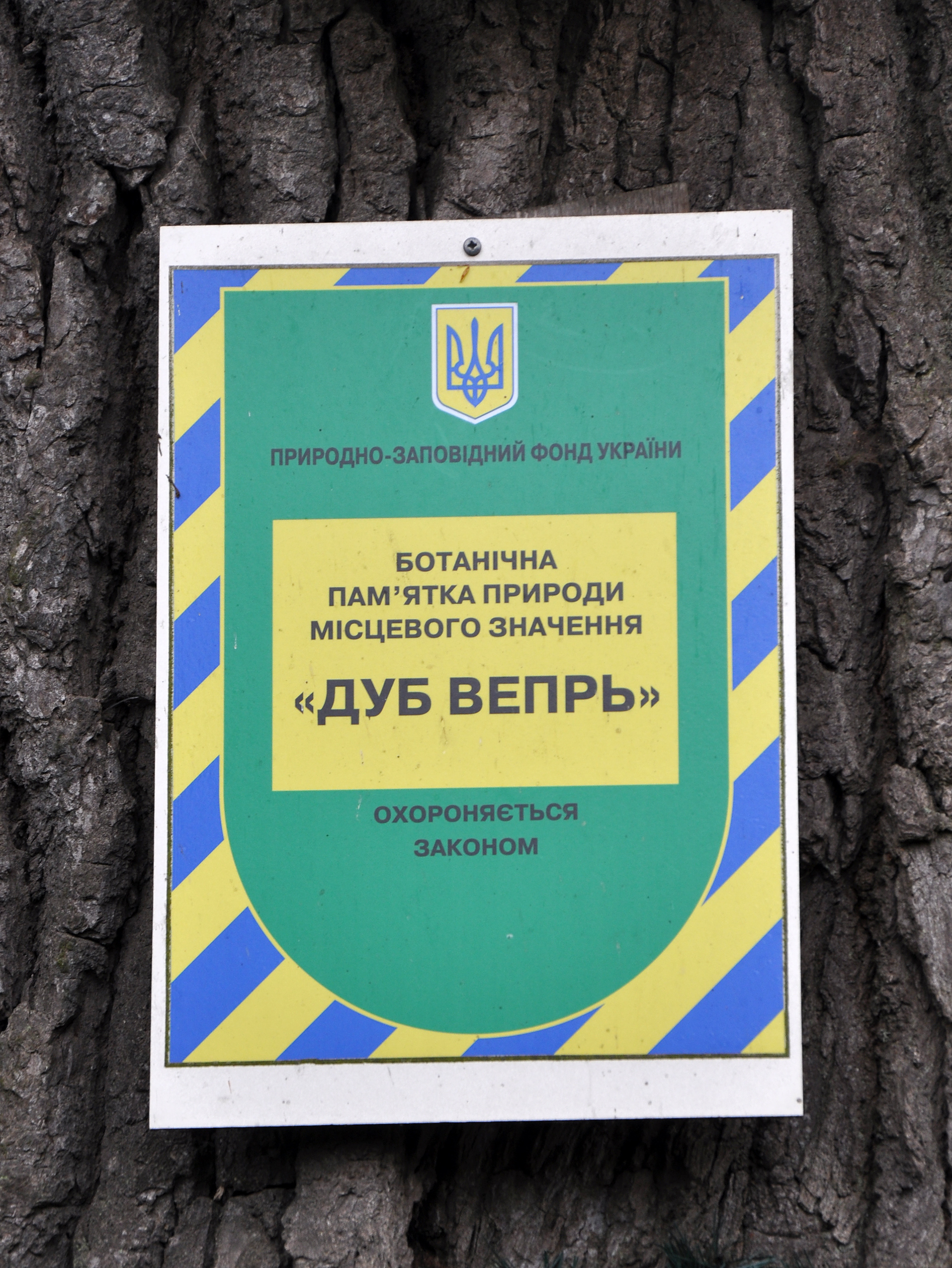
Охоронна таблиця
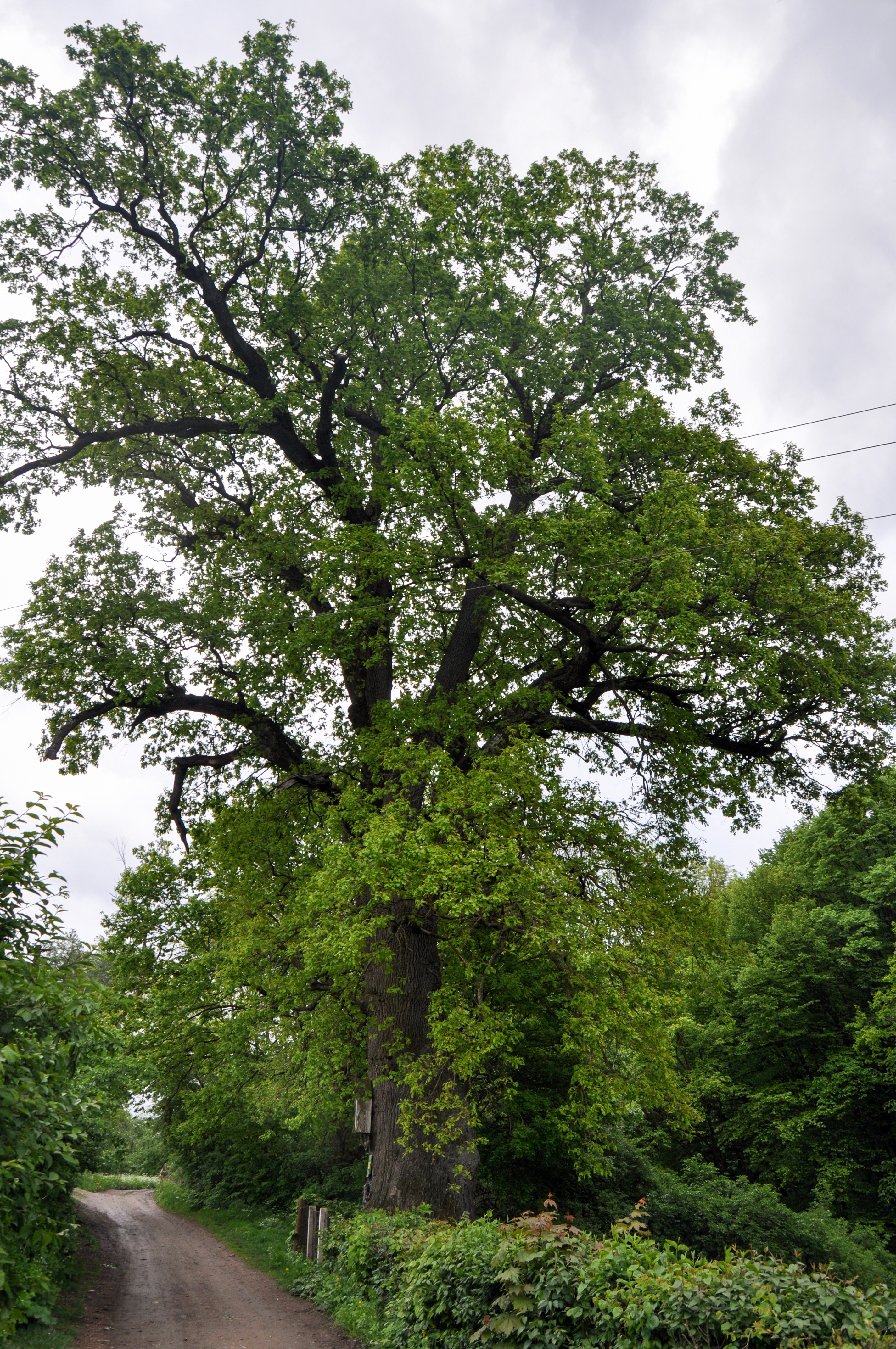
Дуб Вепрь